# Chant VI du Paradis
Le Chant VI du Paradis est le sixième chant du Paradis de la Divine Comédie du poète florentin Dante Alighieri. Il se déroule dans le ciel de Mercure où résident respectivement les âmes de ceux qui ont recherché la gloire et les honneurs terrestres, nous sommes dans l'après-midi du 13 avril 1300 ou du 30 mars 1300.

## Résumé du Chant
L'âme à laquelle Dante s'est adressé dans le chant précédent en demandant qui il était et pourquoi il était là est celle de Justinien (483-565), un des esprits qui a fait le bien pour atteindre la gloire terrestre. Il parle de sa propre vie et de l'histoire du pouvoir impérial (symbolisé par l'aigle), expliquant comment l'empire romain a été voulu par Dieu pour être un instrument de Rédemption et déplorant la décadence actuelle, causée par les luttes entre guelfes et gibelins. À la fin de son discours, il présente Romée de Villeneuve (1170-1250) à Dante.

## Thèmes et contenus

### Justinien: versets  1-27
L'empereur Justinien parle de lui-même et de la façon dont l'aigle impériale est arrivé entre ses mains, plus de deux cents ans après que Constantin eut transféré la capitale de Rome à Byzance. Il rappelle les événements qui ont le plus profondément marqué sa vie terrestre : il réorganise et enrichit les lois romaines dans le Corpus Iuris Civilis, se convertit au christianisme, abandonnant l'hérésie monophysite, grâce au pape Agapet (pontife entre 535 et 536) et rend possible l'expansion de son royaume grâce au travail de son habile général Bélisaire.

### Histoire et Fonction de l'Empire: versets 28-96
Cette section de l'hymne est une digression de Justinien sur l'histoire de l'Empire : pendant plus de trois cents ans, l'aigle impérial était resté à Albalonga, puis il était passé aux Romains qui l'avaient conservé pendant les périodes monarchique et républicaine, puis à l'ère impériale où l'aigle était passé d'Auguste, qui avait rétabli la paix après des années et des années de guerre, à Tibère, sous le règne duquel le Christ était mort pour sauver toute l'humanité. Enfin, le « signe » est parvenu à Charlemagne, qui s'est engagé à le défendre contre les menaces des Lombards.

### Critique des Guelfes et des Gibelins: versets 97-111
« Celui au public signe les lys jaunes

L'un s'oppose, et l'autre s'approprie l'un à part,

Pour qu'il soit fort de voir qui se met le plus en faute. »

À ce stade, Dante a compris combien l'aigle impérial est sacréet donc, selon l'esprit, il ne lui sera pas difficile de comprendre combien sont insignifiantes les luttes entre les guelfes et les gibelins : les premiers, partisans du pape, veulent substituer au « signe » l'emblème des « lys jaunes » de la France et des Angevins, tandis que les seconds veulent « voler »  l'insigne impérial et réduire ce symbole universel à la misérable marque d'une faction politique.

### Les Âmes de Mercure: versets 112-126
Justinien révèle que les âmes du ciel de Mercure sont celles de ceux qui ont bien agi sur terre pour obtenir gloire et renommée ; pour cette raison, parce qu'ils ne se sont pas immédiatement tournés vers le bien divin, ils occupent un ciel bas par rapport à l'Empyrée, mais cela ne signifie pas que leur bonheur soit imparfait.

### Romée de Villeneuve: versets 127-142
Justinien présente à Dante Romée de Villeneuve (1170-1250), un humble pèlerin qui devient un conseiller de confiance du comte Raymond Berengar IVe de Provence. En raison de certaines calomnies, Romée doit quitter la cour et retourne vivre pauvrement ses vieux jours, accusé d'une trahison dont il était en  innocent : « Si les gens savaient combien de dignité il a montré par un tel geste, ils le loueraient encore plus qu'ils ne le font déjà », conclut l'esprit de Justinien.
Très probablement, comme cela arrive fréquemment dans Dante, il s'agit d'une légende. Le nom de Romée, exul immeritus comme s'appelait Dante lui-même, dériverait étymologiquement de Romam eo littéralement « je vais à Rome  », d'où découlerait la raison du pèlerinage de Romée de Villeneuve.

## Analyse du Chant
Dante poursuit et achève la symétrie selon laquelle le sixième chant de chaque cantique de la Divine Comédie traite du thème de la politique. En particulier, dans le sixième Chant du Paradis, Dante conclut le genre de climax ascendant auquel il a donné naissance : Dans l'Enfer, le poète parle avec Ciacco de la corruption et du sans-gêne qui sévissent à Florence qui, étant une ville, constitue sur le plan spatial un noyau plutôt étroit ; dans le  Purgatoire, ensuite, la perspective de Dante s'élargit et il discute avec Sordel de la façon dont l'Italie a été  abandonnée par le pouvoir spirituel et temporel ; enfin, dans le Paradis, le poète élargit encore sa vision, la portant à une dimension qui, à son époque, pouvait être considérée comme universelle : Dante s'entretient avec Justinien de l'Empire en général et des luttes qui l'empêchent de se réaliser, ce qui ne manque pas d'inquiéter le poète, pour qui il n'y a pas de meilleure forme de gouvernement que l'Empire.
Le Chant, sous la forme de l'histoire de l'aigle impérial, présente une synthèse de l'histoire de Rome depuis ses origines mythiques (Énée) jusqu'à la Rome papale. Le poète exprime ainsi sa conception de l'histoire, non pas comme une simple succession d'événements, mais comme un processus ordonné, qui trouve son centre dans la venue de Jésus-Christ, dont la vie et la mort sont indissociablement liées aux institutions romaines. Par rapport à ce point central de l'histoire, tous les événements précédents et ultérieurs acquièrent une signification qui va au-delà de leur apparence d'actes vertueux ou violents. C'est précisément sur cette interprétation providentialiste de l'histoire que se fonde l'évaluation cinglante que Justinien fait des luttes entre Guelfes et Gibelins.
Le Chant est constitué d'un seul discours direct et ininterrompu de l'empereur.